# Memoria de mis putas tristes
Memoria de mis putas tristes es una novela del escritor colombiano Gabriel García Márquez, publicada en 2004. Esta narra en primera persona la historia de un anciano solitario de 90 años y su enamoramiento de una adolescente virgen. Su adaptación cinematográfica se estrenó en 2012.

## Argumento

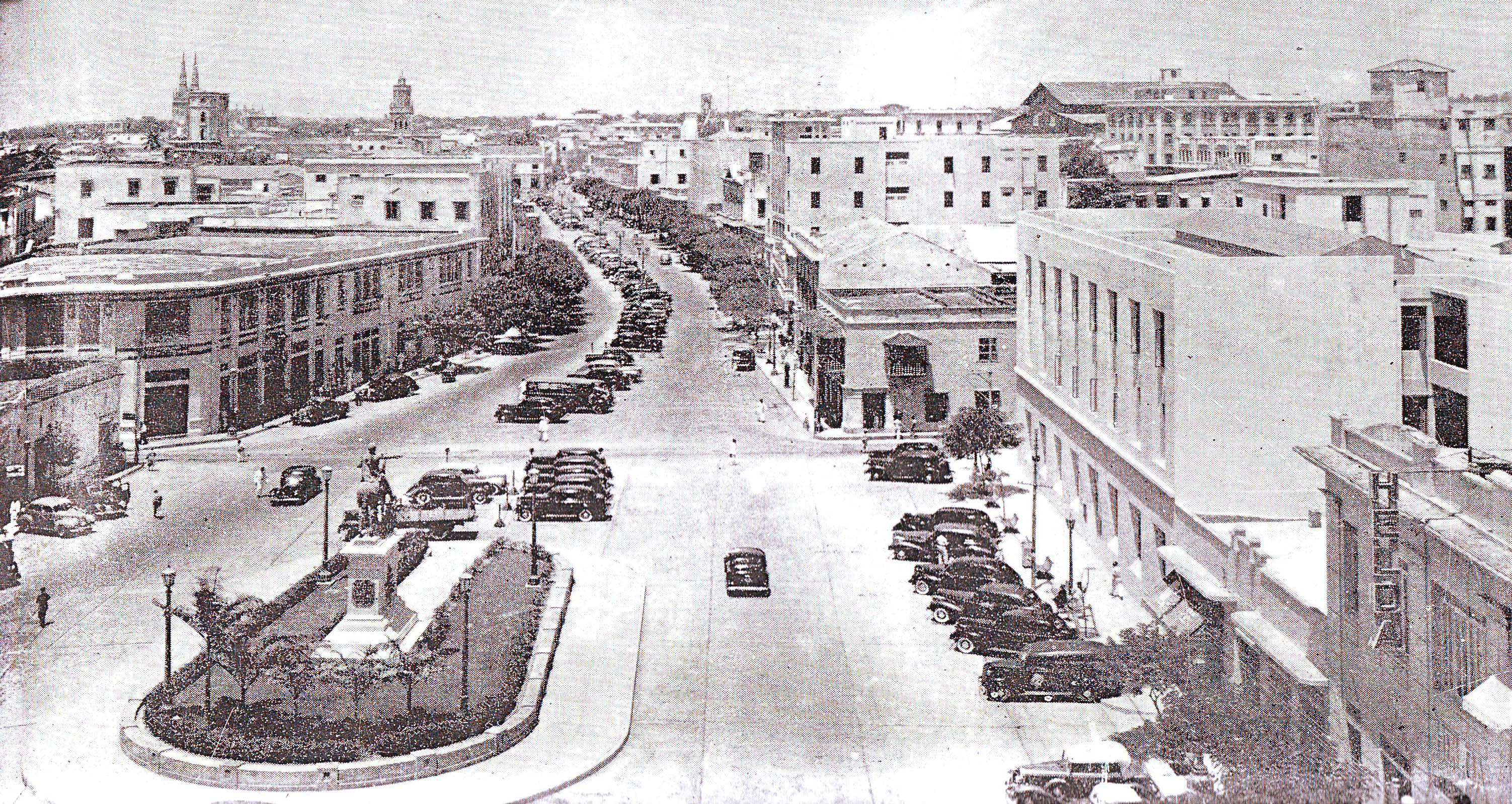
Vista de la ciudad de Barranquilla a mediados del, contexto en el que se desarrolla la trama.

Al igual que María Dos Prazeres, del cuento del mismo nombre en Doce cuentos peregrinos, el protagonista, un hombre viejo lleno de manías y asiduo a las prostitutas, encuentra el amor en el final de su vida, cuando la única aventura que le quedaba era la muerte. Esta es la historia de una relación de amor entre un anciano periodista y una niña de clase obrera, quien vende su virginidad para ayudar a su familia.
La acción de la historia comienza a partir del cumpleaños número 90 del narrador, en la ciudad de Barranquilla.

## Presupuesto
El año de mis noventa años quise regalarme una noche de amor con una adolescente virgen.
Esto es algo nuevo para mí. Yo era ignorante de las artes de la seducción y había elegido siempre a mi novia por una noche al azar, más por su precio de sus encantos, y habíamos hecho el amor sin amor, a medio vestir la mayor parte del tiempo y siempre en la oscuridad, por lo que podríamos  a nosotros mismos como mejores de lo que es ... Esa noche descubrí el placer inverosímil de contemplar el cuerpo de una mujer dormida sin las urgencias del deseo o los obstáculos del pudor.
Es un triunfo de la vida que las personas de edad pierden la memoria de las cosas no esenciales.
No se masturban con el tiempo, el tiempo es una herramienta que talla lejos nuestro exceso, como un cincel chips de distancia de mármol para mostrar una obra de arte.
Nunca me he acostado con ninguna mujer sin pagarle, y a las pocas que no eran del oficio las convencí por la razón o por la fuerza de que recibieran la plata aunque fuera para botarla en la basura. El momento en que tenía cincuenta hubo 514 mujeres con las que yo había estado al menos una vez ... Mi vida pública, en cambio, carecía de interés: los dos padres muertos, un soltero sin futuro, un periodista mediocre ... y un favorito de los caricaturistas por mi fealdad ejemplar.

## Período de tiempo de la novela
La acción de la historia se lleva a cabo a partir del 90 cumpleaños del narrador. El período de tiempo de la novela parece ser 1960, como lo demuestra esta cita, en la revista The New Yorker, de John Updike:

En cuanto a la hora de la acción, el narrador da a su edad de treinta y dos años cuando su padre muere, "el día que el Tratado de Neerlandia se firmó, poniendo fin a la Guerra de los Mil Días", que se firmó en 1902, por lo que nuestro héroe habría nacido en 1870 y cumplido noventa años, en 1960."

Es necesario tener en cuenta el realismo mágico en que se desarrolla esta obra, y es posible imaginar la verdadera época en que se desarrolla esta historia.

## Adaptación cinematográfica
La película mexicana Memoria de mis putas tristes se filmó en formato de 35 milímetros, con una duración de 92 minutos, en la ciudad de San Francisco de Campeche, Campeche  (México), bajo la dirección de Henning Carlsen y con guion de Jean-Claude Carriére. Su estreno se produjo el 27 de abril de 2012, en la 15.ª edición del Festival de Málaga de Cine Español, donde fue una de las candidatas a recibir la Biznaga de Oro y donde finalmente obtuvo el premio especial del jurado joven a la mejor película. Más tarde, el 12 de octubre de 2012, se estrenó en salas de cine mexicanas.